# Hafenbahn von Ponta Delgada
Die Hafenbahn von Ponta Delgada war mit zwei großen zeitlichen Unterbrechungen von 1861 bis 1973 in Betrieb. Ponta Delgada ist Hauptstadt der zu Portugal gehörenden Azoren und liegt auf der Insel Sao Miguel.

## Strecke
Die Strecke wurde in der Spurweite 2134 mm (7 Fuß) errichtet, genannt Brunel-Breitspur, weil sie von Isambard Kingdom Brunel bei der Great Western Railway in Großbritannien verwendet wurde. Die Hafenbahn von Ponta Delgada diente ausschließlich dem Gütertransport. Ursprünglich wurde sie errichtet, um Baumaterial aus einem Steinbruch zum Bau des Hafens von Ponta Delgada heranzuschaffen. Im Laufe der Zeit wurden drei Dampflokomotiven und 39 Güterwagen für die Bahn beschafft. 
Die Bahn hatte drei Betriebsphasen:
- 1861–1888 für den Bau des Hafens. Nachdem dieser vollendet war, wurde der Eisenbahnbetrieb eingestellt.
- 1948–1954 wurde er für den Materialtransport zu Straßenbauarbeiten wieder aufgenommen, anschließend wieder stillgelegt.
- 1969–1973 wurde er für die Erweiterung der Hafenanlage erneut aufgenommen, nach 1973 die Bahnanlagen aber abgerissen.

## Rollmaterial
Zwei der drei Lokomotiven existieren noch, sowie ein Betonmischer-Wagen, der als Denkmal am Stadtrand von Ponta Delgada auf einem kurzen Gleisstück abgestellt ist. Die beiden Lokomotiven sind weltweit die letzten erhaltenen Original-Lokomotiven der Spurweite 2134 mm. Sie sind in einer Lagerhalle abgestellt, ohne konservatorisch gepflegt zu werden.